# Babice, Uherské Hradiště
Babice là một làng thuộc huyện Uherské Hradiště, vùng Zlínský, Cộng hòa Séc.